# Iván Menczel
Ivan Menczel (Karancsalja, 14 dicembre 1941 – 26 novembre 2011) è stato un calciatore ungherese, di ruolo difensore.

## Carriera

### Nazionale
Con la Nazionale ungherese ha preso parte ai Mondiali 1962 e alle Olimpiadi del 1968.

## Palmarès

### Club
- Coppa Mitropa: 1

Vasas: 1969-1970

### Nazionale
- Oro olimpico: 1

Città del Messico 1968